# Riedtor

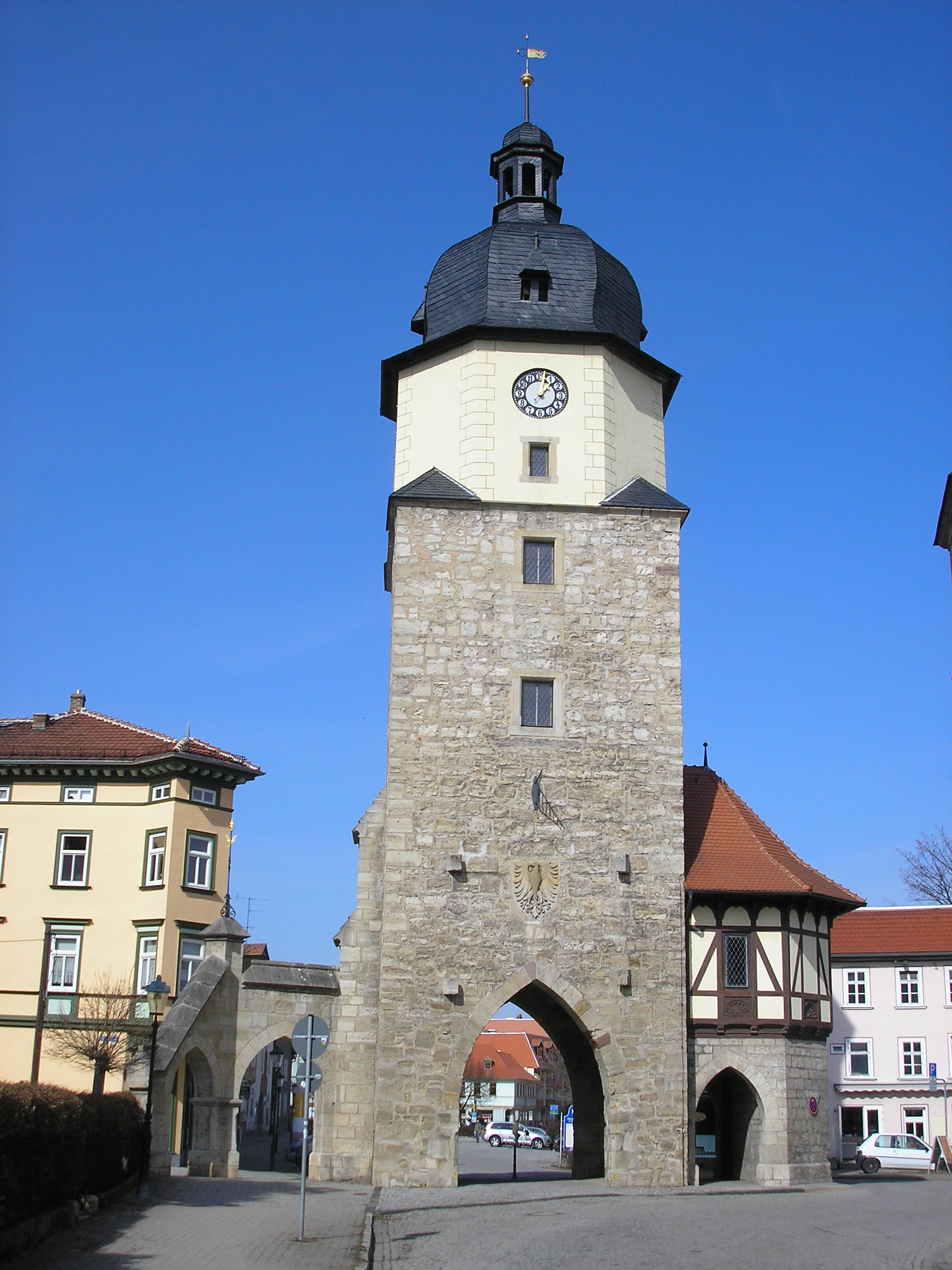
Riedtor (2010)

Das Riedtor (auch Riedturm) ist ein ehemaliges Stadttor und Teil der mittelalterlichen Stadtbefestigung von Arnstadt in Thüringen.

## Geschichte
Die Stadtmauer von Arnstadt besaß fünf Stadttore, von denen neben dem Riedtor im Südosten auch das Neutor im Südwesten erhalten ist. Im Norden der Altstadt befand sich das Erfurter Tor, im Osten das Längwitzer Tor und im Nordwesten das Wachsenburger Tor, die alle im 19. Jahrhundert abgebrochen wurden. Daneben bestanden weitere typische Elemente von Stadtbefestigungsanlagen wie Mauern, Pforten und Wehrtürme, die zum Teil erhalten sind – zum Beispiel der Pulverturm an der benachbarten Riedmauer.
Die Entstehung des Riedtors wird in die Zeit um das Jahr 1330 geschätzt, in der die Stadtmauer hierher erweitert wurde. Erstmals erwähnt wird das Riedtor im Jahr 1369. Zeitweise wurden hier Leute bei leichteren Gefängnisstrafen inhaftiert. Im Jahr 1789 wurde ein vergoldeter Blitzableiter angebracht.
Beim Brand der Günthersmühle vor dem Riedtor am 19. März 1872 wurde das Riedtor stark beschädigt. Die alte innere Stadtmauer beim Riedtor wurde im Jahr 1891 ebenso abgerissen wie das Riedtorhaus, so dass auch Torschreiberwohnung und Torwache verschwanden. Der Turm selbst blieb erhalten und wurde 1897 restauriert, wobei auch eine neue Turmuhr eingebaut wurde. Die Wetterfahne und der Kupferknopf wurden 1993 saniert.

## Beschreibung
Das Baudenkmal wurde über einem viereckigen Grundriss errichtet, weist aber eine oktogonalen Aufsatz mit Haube und Laterne auf. An diesem Aufsatz befindet sich nach Norden und Süden je eine Uhr sowie auf der Laterne eine Wetterfahne. An der Außenseite wurde das Stadtwappen als Reliefplatte angebracht. Im Durchgangsbereich haben sich vier gotische Durchgänge erhalten, über dem östlichen befindet sich ein fünfseitiger Fachwerkaufsatz mit eigenem Dach. Zusammen mit dem Jacobsturm bildet der 32 Meter hohe Torturm ein Wahrzeichen Arnstadts und steht auf der Liste der Kulturdenkmale in Arnstadt.